# Xã Williams, Quận Northampton, Pennsylvania
Xã Williams (tiếng Anh: Williams Township) là một xã thuộc quận Northampton, tiểu bang Pennsylvania, Hoa Kỳ. Năm 2010, dân số của xã này là 5.884 người.